# Portalámparas

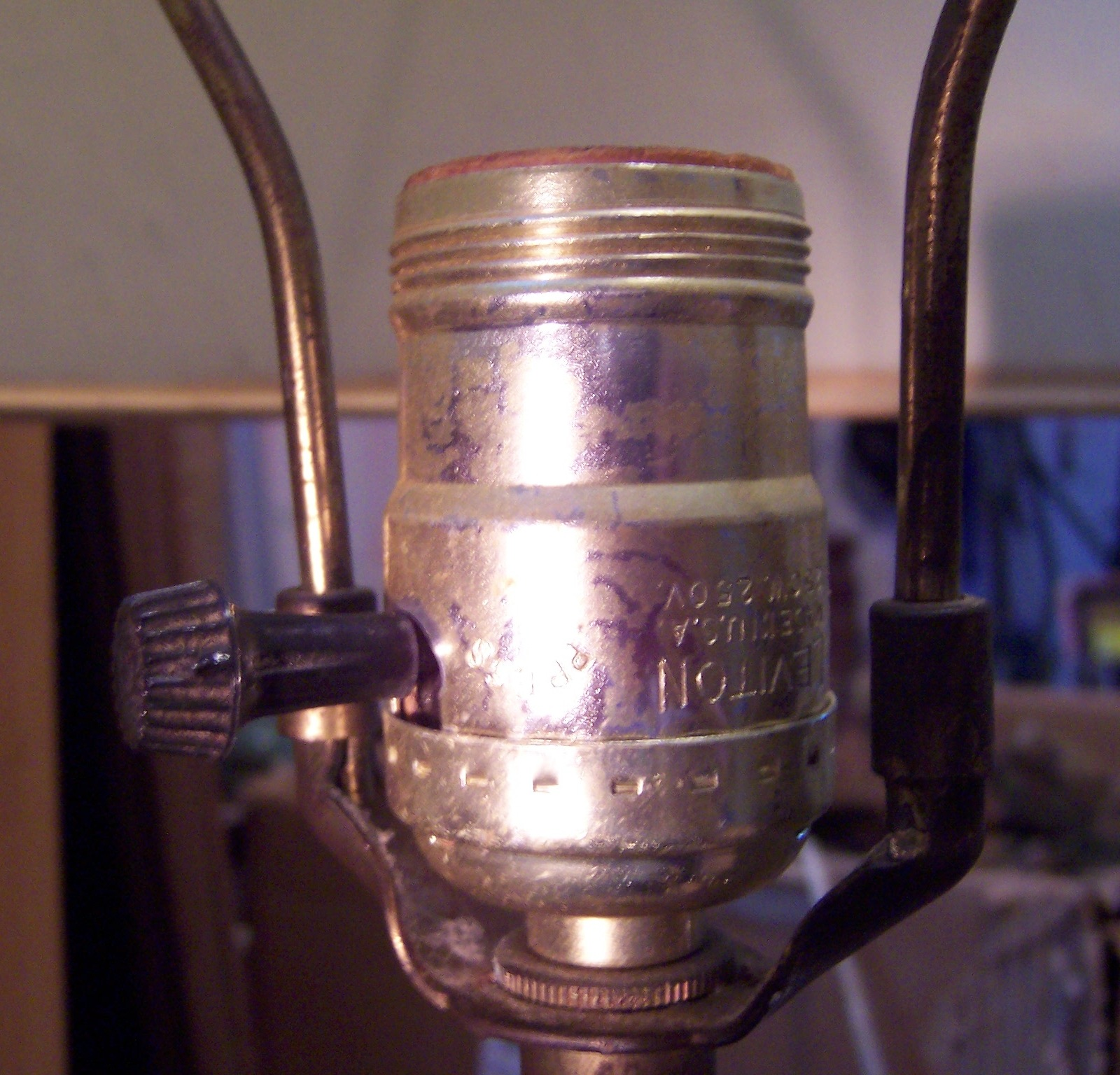
Portalámparas Leviton de latón

Un portalámparas o una boquilla es un dispositivo para sostener las lámparas o bombillas eléctricas. Es un dispositivo que soporta mecánicamente y proporciona conexiones eléctricas para una lámpara eléctrica compatible. Los portalámparas permiten que las lámparas se reemplacen de forma segura y conveniente. Existen muchas normas diferentes para los portalámparas, incluidas las normas primitivas de facto y las normas posteriores creadas por varios organismos de normalización. Muchos de los estándares posteriores se ajustan a un sistema de codificación general en el que un tipo de zócalo se designa mediante una letra o abreviatura seguida de un número.
El tipo más común de tomas de corriente para la electricidad de red son los de  rosca Edison, utilizados en Europa continental y América del Norte, mientras que los soportes de bayoneta dominan en los países de la Commonwealth, excepto Canadá, y en la industria de automoción. Las lámparas fluorescentes normalmente utilizan un zócalo de dos pines sin rosca.

## Historia

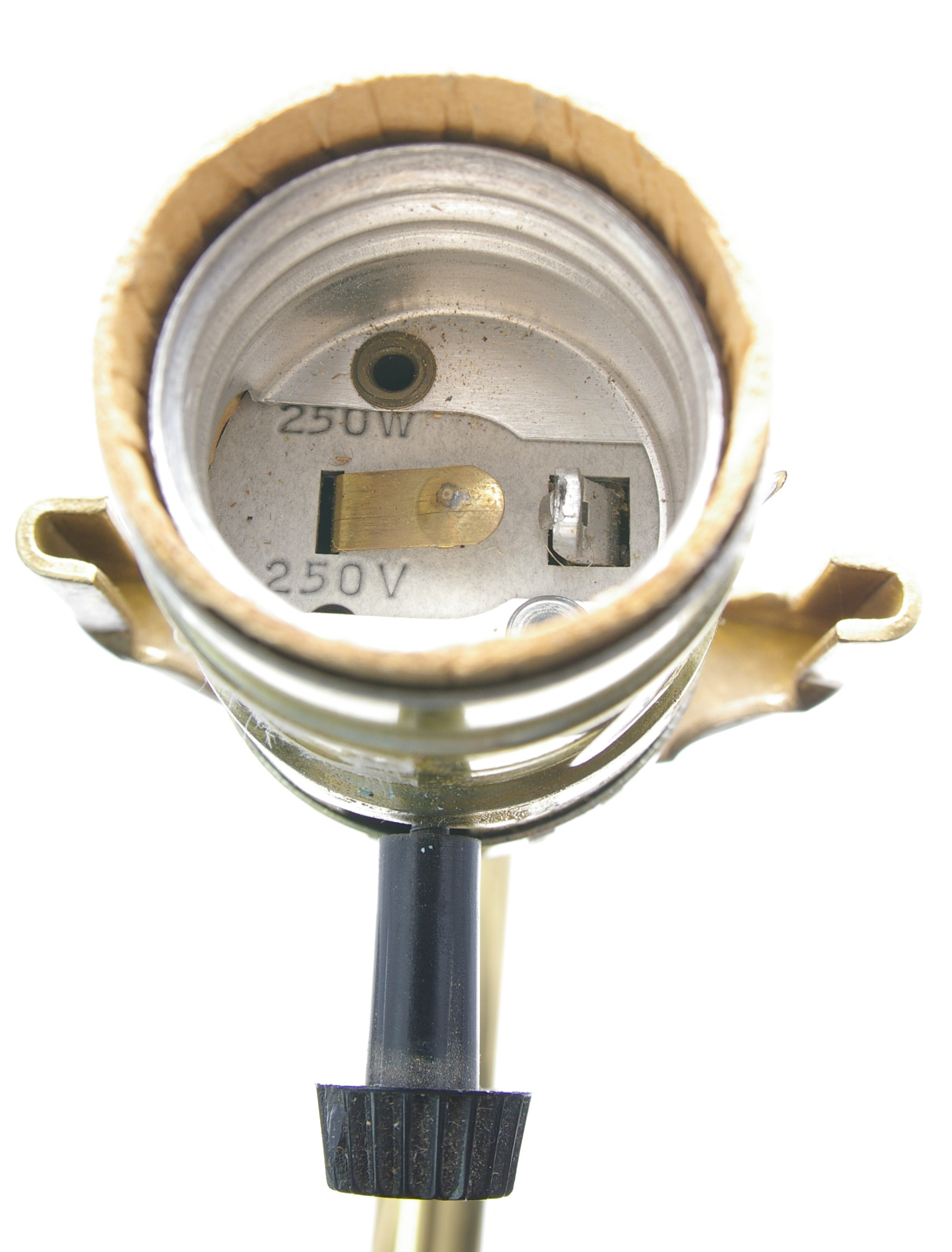
Portalámparas tipo Edison

Las primeras lámparas incandescentes experimentales empleaban cables que tenían que ser conectados a terminales de tornillo, pero esto era inconveniente para uso comercial. La organización Edison utilizó simples recipientes de madera con tiras internas de cobre para las lámparas del barco de vapor comercial SS Columbia, el primer barco en usar bombillas eléctricas. Estos enchufes incluían interruptores, pero requerían que las bombillas se montaran en posición vertical.
La organización Edison desarrolló una base con rosca en 1880 que inicialmente estaba hecha de madera, pero más tarde se hizo de yeso de París. Muchos diseños competitivos de lámparas y enchufes aparecieron en los primeros tiempos de la iluminación incandescente, que a menudo eran incompatibles con otros diseños.

## Tipos
Los portalámparas destinados a las bombillas o lámparas eléctricas de incandescencia tienen diversas formas, pero las más empleadas son las de rosca Edisson y bayoneta y cabe distinguir las que tienen interruptor en el cuerpo del portalámparas de las que no lo tienen. En general, se componen de un envolvente tubular, cerrada por un casquete esférico en la parte inferior, casquete que es atravesado por los conductores aislados que conducen la corriente. Estos terminan en sendos enchufes o contactos y se mantienen sujetos a ella con dos tornillitos. Estos contactos están aislados entre sí, y uno de ellos está unido al tope central, destinado a servir de tal al fondo de la lámpara que se conecta en el portalámparas. El otro va, o a la rosca interna Edisson o a una virola, que dará contacto al cuello de la lámpara. La rosca o la virola están aisladas del cuerpo del portalámparas por la interposición de un anillo de porcelana, ebonita u otro aislante, el cual entra a rosca en el exterior de Edisson y sujeta y fija el cuerpo del portalámparas.
Para lámparas de 2000 bujías o más, hay que prever una construcción que permita una ventilación enérgica. Son de mayores dimensiones que las ordinarias. Cuando la tensión es elevada, o las circunstancias del local donde se hace la instalación lo exijan, se procurará que el portalámparas sea aislante y convenientemente protegido.